# Сабр ад-Дін II
Сабр ад-Дін II (*араб. الصبر الدين الثاني‎; д/н — 1422) — 1-й султан Адалу у 1415—1422 роках. Продовжав нумерацію з часів султанів Іфату.

## Життєпис
Походив з династії Валашма. Син Са'ад ад-Діна II, султана Іфату. 1403 року після поразки батька у війні з Ефіопією та падіння столиці Сайла разом з братами втік до Ємену. Тут дістав прихисток, а потім незначну військову допомогу від Ахмада ан-Насіра, еміра держави Расулідів.
1415 році спільно — братами висадився на узбережжі Адалу, де до нього приєдналися місцеві сомалійські племена. У двох битвах біля Серджану і Сікр-Амхарі здобув перемоги над ефіопськими військами, що піднесло його престиж. Внаслідок цього зумів розширити підвладні землі. Його резиденцією стало місто Саяра.
Негус Єшхак I відправив проти Сабр ад-Діна II війська (за мусульманськими свідченнями — 200 тис. вояків) під орудою Наджти Бакали. Султан мусив відступити. Але отримавши підкріплення, відправив брата Мухаммада та ренегата Харба Джауша, які у битві біля Ретві завдали нищівної поразки Наджту Бакалу. В свою чергу Сабр ад-Дін II діяв уздовж узбережжя, зумівши захопити колишню столицю Іфату — Сайлу.
Втім подальший наступ проти Ефіопії захлинувся, оскільки адалські війська зазнали невдачі при спробі захопити фортеці Джаб й Барут. В подальшому султан сам зазнав тяжкої поразки, ледве врятувався. Помер 1422 або 1423 року. Йому спадкував брат Мансур ад-Дін.